# Hyperpyrexie
 (novembre 2012).
Si vous disposez d'ouvrages ou d'articles de référence ou si vous connaissez des sites web de qualité traitant du thème abordé ici, merci de compléter l'article en donnant les références utiles à sa vérifiabilité et en les liant à la section « Notes et références ».
 Mise en garde médicale
L'hyperpyrexie est un terme médical pour désigner des augmentations extrêmes de la température corporelle dans un contexte de fièvre. La limite fixée est une température supérieure à 41,5 °C ; c'est en ce sens que l'hyperpyrexie est différente de l'hyperthermie. Au-delà de cette température, un patient est en état d'hyperpyrexie.
Ce type de température n'est que rarement atteint, leur cause résulte plutôt de maladies touchant le système nerveux central (malaria par exemple) que d'infections classiques. Le sujet risque d'ailleurs de graves lésions de son système nerveux.